# Helmut Senekowitsch

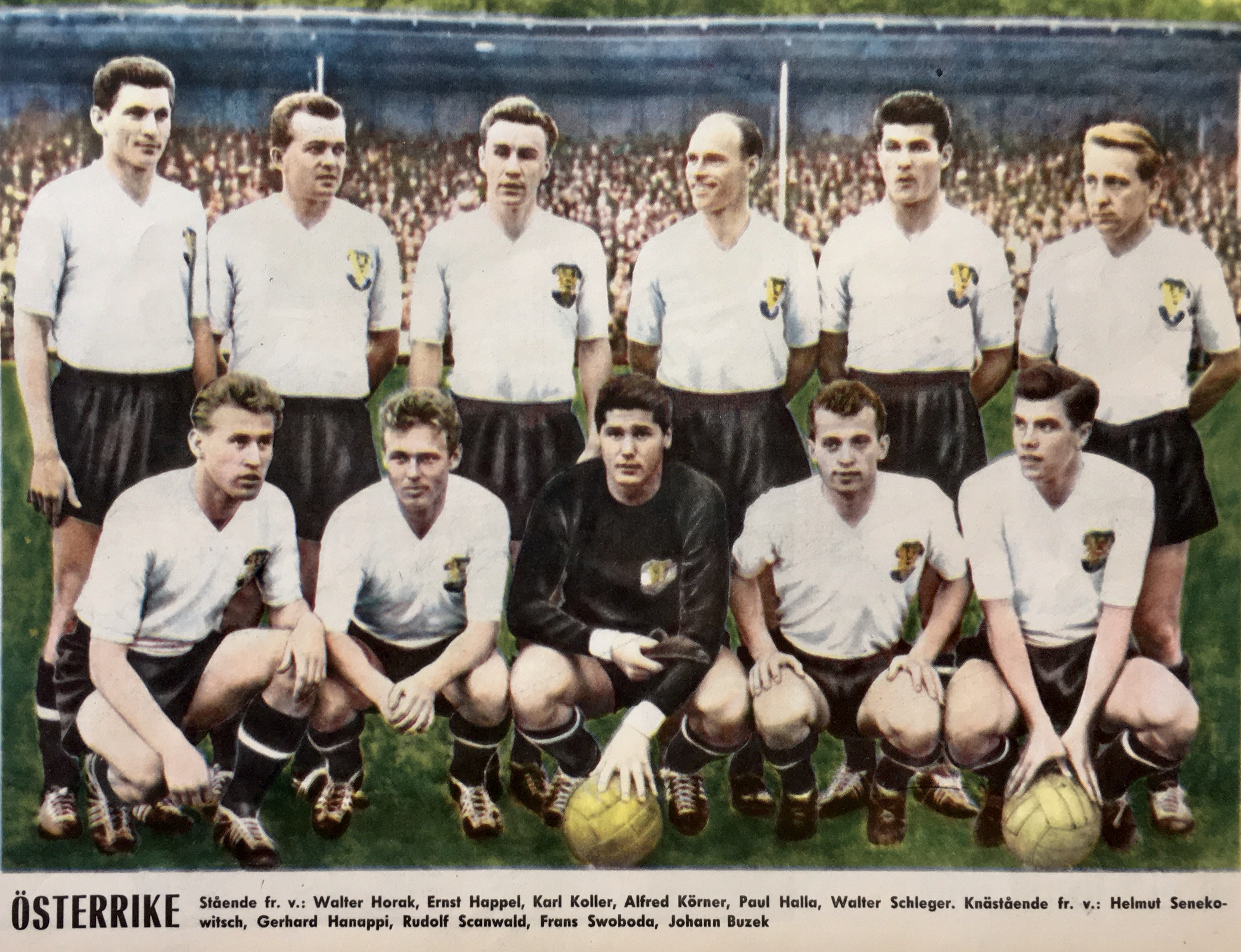
Österreichische Nationalmannschaft aus dem Jahre 1958 – Bild zeigt 2. Reihe stehend v. l.: Walter Horak, Ernst Happel, Karl Koller, Alfred Körner, Paul Halla, Walter Schleger; 1. Reihe hockend v. l.: Helmut Senekowitsch, Gerhard Hanappi, Rudolf Szanwald, Franz Swoboda und Johann Buzek

Helmut Senekowitsch (* 22. Oktober 1933 in Graz; † 9. September 2007 in Klosterneuburg) war ein österreichischer Fußballspieler und Fußballtrainer. Er nahm mit der österreichischen Nationalmannschaft an der Weltmeisterschaft 1958 in Schweden teil und konnte bei Betis Sevilla als erster Österreicher erfolgreich in der spanischen Primera División Fuß fassen. Als Trainer führte er unter anderem VÖEST zu einer überraschenden Meisterschaft und brachte das Nationalteam zur Weltmeisterschaft 1978 in Argentinien, wo der berühmte 3:2-Sieg über Titelverteidiger Deutschland gelang.

## Karriere

### Als Spieler
Bekannt wurde Helmut Senekowitsch in seiner aktiven Karriere insbesondere als torgefährlicher Stürmer, zu Beginn und insbesondere am Ende seiner Karriere spielte er allerdings auch im Mittelfeld. Sein Spitzname „Zeki“ – in Anlehnung an eine Zecke, die sich in den Gegner verbeißt – zeugt von seiner großen kämpferischen Einstellung als Fußballer. Senekowitsch begann seine Profikarriere beim ESV Austria Graz. 1952 wechselte er zum Erstligisten Grazer SC. Sein erstes Jahr in der höchsten österreichischen Liga endete mit dem Abstieg in die zweite Spielstufe. Mit dem Lokalrivalen SK Sturm Graz, der ebenfalls in der B-Liga spielte, stieg er 1956 wieder in die A-Liga auf. Mehrere Jahre war der Verein vom erneuten Abstieg bedroht, der schließlich 1959 erfolgte. Senekowitschs Leistungen brachten ihm jedoch einen Stammplatz in der Nationalmannschaft ein.
Sein Nationalteam-Debüt hatte Senekowitsch am 25. September 1957 in der WM-Qualifikation 1958. Seine ersten Tore in Länderspielen schoss der Steirer gegen Luxemburg beziehungsweise die Tschechoslowakei in den folgenden beiden Spielen. Als Stürmer spielte er auch bei allen Partien der Österreicher während der Weltmeisterschaft 1958 in Schweden. Der spätere Weltmeister Brasilien, der spätere Europameister Sowjetunion und England waren allerdings zu starke Gegner in einer zu schweren Gruppe. Nach der WM und dem Abstieg Sturms ging Senekowitsch zum Fußballklub Vienna. Hier hatte er 1960 mit 25, beziehungsweise 1961 mit 23 Toren seine stärksten Saisonen, wurde Vizemeister, erreichte das ÖFB-Cupfinale und war Teil des „Decker-Teams“. Zu den Siegen über Spanien (3:0) und, vor der Rekordkulisse von 92.000 Zuschauern im Praterstadion, England (3:1) trug er mit je einem Tor bei.
1961 wechselte Senekowitsch zu Betis Sevilla in der spanischen Primera División, wo er drei Jahre lang spielte. Die beste Platzierung in dieser Zeit war der dritte Tabellenplatz. Anschließend kehrte er nach Österreich zurück und lief für Wacker Innsbruck auf. Krönende Höhepunkte seiner langen Spielerkarriere waren dabei der Gewinn der österreichischen Meisterschaft in seiner letzten Profi-Saison 1970/71 und des ÖFB-Cups ein Jahr zuvor – seine einzigen Titel in seiner aktiven Laufbahn.

### Als Trainer
Den Beginn seiner Trainerkarriere schloss Helmut Senekowitsch nahtlos an seinen Rücktritt als Spieler 1971 an. Sein erster Klub war der Erstligist GAK, wo er mit dem dritten Platz einen neuen Klubrekord schuf. Bei seiner zweiten Station SK VÖEST Linz wurde er überraschend bereits 1973/74 österreichischer Meister. So stieg Senekowitsch auch bald zu einem der bekanntesten österreichischen Trainer auf und übernahm nach einem Engagement beim FC Admira/Wacker schließlich ab 1. März 1976 die österreichische Nationalmannschaft.
Mit dem Nationalteam gelang auf Anhieb die Qualifikation zur Weltmeisterschaft 1978 in Argentinien. Die Mannschaft konnte dort nach Siegen über Spanien und Schweden sowie dem 3:2 über Weltmeister Deutschland den guten siebenten Platz erreichen. Nach diesem, dem wohl größten Erfolg seiner Karriere, betreute er noch zahlreiche weitere Teams im In- und Ausland, denn auf Grund von Spannungen zwischen ihm, dem Sportdirektor Max Merkel und der Verbandsführung hatte er seinen mit 30. Juni 1978 auslaufenden Vertrag nicht verlängert.

Vorerst gab es eine Meldung, Senekowitsch würde neuer Trainer bei SpG Wattens-Wacker Innsbruck (angesichts der 0:6-Intercup-Heimniederlage der Tiroler gegen den 1. FC Kaiserslautern) werden, dies auch deshalb, weil der Ex-Teamtrainer Besucher am Tivoli war, doch dann wurde bekannt, dass er am 2. September seinem neuen Verein in Guadalajara vorgestellt wurde. Nach dem vorerst nur einjährigen Engagement kam er 1985 nochmals zum UAG Tecos zurück. Weiters arbeitete er wieder in der spanischen Primera División bei Athletic Bilbao, Betis und FC Cádiz (dort endete sein Engagement Mitte Oktober 1988), stand mit Panathinaikos, Olympiakos und AEK bei allen drei griechischen Großklubs an der Seitenlinie und war bei Eintracht Frankfurt auch in der deutschen Bundesliga tätig.
In der Nacht vom 8. auf den 9. September 2007 verstarb Helmut Senekowitsch an seinem langjährigen Speiseröhrenkrebsleiden.

## Erfolge
- 2 × Österreichischer Meister: 1971 (Spieler) 1974 (Trainer)
- 3 × Österreichischer Vizemeister: 1961, 1967, 1968
- 1 × Österreichischer Cupsieger: 1970 (Spieler)
- 1 × Griechischer Cupsieger: 1983 (Trainer)
- 1 × Österreichischer Cupfinalist: 1961 (Spieler)
- Teilnahme Weltmeisterschaft 1958: Gruppenphase (besten 16) (Spieler)
- Teilnahme Weltmeisterschaft 1978: 7. Platz (Trainer)
- Teilnahme Europameisterschaft 1960: Viertelfinale (Spieler)
- 18 Länderspiele und 5 Tore für die österreichische Fußballnationalmannschaft von 1957 bis 1968

## Auszeichnungen (Auszug)
- Silbernes Ehrenzeichen für Verdienste um die Republik Österreich: 2003
- Im Jahr 2011 wurde in Wien-Donaustadt (22. Bezirk) die Senekowitschgasse nach ihm benannt

## ÖFB-Länderspiele unter Teamchef Helmut Senekowitsch
Legende
- H = Heimspiel
- A = Auswärtsspiel
- * = Spiel auf neutralem Platz
- grüne Hintergrundfarbe = Sieg Österreichs
- gelbe Hintergrundfarbe = Unentschieden
- rote Hintergrundfarbe = Niederlage

| Spiele | Siege | Remis | Niederlagen | Tore  | TD  |
| ------ | ----- | ----- | ----------- | ----- | --- |
| 26     | 14    | 4     | 8           | 40:26 | +14 |

| Nr. | Datum      | Ergebnis | Gegner                          |   | Austragungsort      | Anlass                | Bemerkung |
| --- | ---------- | -------- | ------------------------------- | - | ------------------- | --------------------- | --- |
| 403 | 28.04.1976 | 1:0      | Schweden                        | H | Wien                |                       | |
| 404 | 12.06.1976 | 0:2      | Ungarn                          | A | Budapest (HUN)      |                       | |
| 405 | 23.06.1976 | 1:2      | Sowjetunion                     | H | Wien                |                       | |
| 406 | 22.09.1976 | 3:1      | Schweiz                         | H | Linz                |                       | |
| 407 | 13.10.1976 | 2:4      | Ungarn                          | H | Wien                |                       | |
| 408 | 10.11.1976 | 3:0      | Griechenland                    | A | Kavala (GRE)        |                       | |
| 409 | 05.12.1976 | 1:0      | Malta                           | A | Gżira (MLT)         | WM 1978-Qualifikation | |
| 410 | 15.12.1976 | 3:1      | Israel                          | A | Tel Aviv (ISR)      |                       | |
| 411 | 09.03.1977 | 2:0      | Griechenland                    | H | Wien                |                       | |
| 412 | 17.04.1977 | 1:0      | Türkei                          | H | Wien                | WM 1978-Qualifikation | |
| 413 | 30.04.1977 | 9:0      | Malta                           | H | Salzburg            | WM 1978-Qualifikation | Erstes Länderspiel in Salzburg, höchster Heimsieg, höchster Länderspiel-Sieg Erstmals singen die Fans „Immer wieder Österreich“ |
| 414 | 01.06.1977 | 0:0      | Tschechoslowakei                | A | Ostrava (TCH)       |                       | |
| 415 | 24.08.1977 | 2:1      | Polen                           | H | Wien                |                       | |
| 416 | 24.09.1977 | 1:1      | Deutsche Demokratische Republik | H | Wien                | WM 1978-Qualifikation | |
| 417 | 12.10.1977 | 1:1      | Deutsche Demokratische Republik | A | Leipzig (DDR)       | WM 1978-Qualifikation | |
| 418 | 30.10.1977 | 1:0      | Türkei                          | A | Izmir (TUR)         | WM 1978-Qualifikation | Herbert Prohaska schießt Österreich mit dem „Spitz von Izmir“ zur vierten WM-Teilnahme                                          |
| 419 | 15.02.1978 | 1:1      | Griechenland                    | A | Athen (GRE)         |                       | |
| 420 | 22.03.1978 | 0:1      | Belgien                         | A | Charleroi (BEL)     |                       | |
| 421 | 04.04.1978 | 1:0      | Schweiz                         | A | Basel (SUI)         |                       | |
| 422 | 20.05.1978 | 0:1      | Niederlande                     | H | Wien                |                       | |
| 423 | 03.06.1978 | 2:1      | Spanien                         | * | Buenos Aires (ARG)  | WM 1978-Vorrunde      | |
| 424 | 07.06.1978 | 1:0      | Schweden                        | * | Buenos Aires (ARG)  | WM 1978-Vorrunde      | |
| 425 | 11.06.1978 | 0:1      | Brasilien                       | * | Mar del Plata (ARG) | WM 1978-Vorrunde      | |
| 426 | 14.06.1978 | 1:5      | Niederlande                     | * | Córdoba (ARG)       | WM 1978-Zwischenrunde | |
| 427 | 18.06.1978 | 0:1      | Italien                         | * | Buenos Aires (ARG)  | WM 1978-Zwischenrunde | |
| 428 | 21.06.1978 | 3:2      | Deutschland                     | * | Córdoba (ARG)       | WM 1978-Zwischenrunde | „Wunder von Córdoba“ Österreich scheidet als Gruppenvierter aus                                                                 |